# John Bates Clark
John Bates Clark (Providence, 26 gennaio 1847 – New York, 21 marzo 1938) è stato un economista statunitense.

## Biografia
Dopo essersi laureato all'Università di Amherst, in Massachusetts, nel 1872, tra il 1873 e il 1875 si trasferisce in Europa dove frequenta le Università di Zurigo e Heidelberg. In quest'ultima ha l'opportunità di studiare con Karl Knies, uno dei padri della Scuola Storica Tedesca, che influenzerà in modo importante il suo pensiero. Tra il 1875 e il 1895 ha insegnato al Carleton College in Minnesota, all'Università del Minnesota, allo Smith College in Northampton, e all'Università di Amherst. Nel 1894-95 è stato il terzo presidente dell'American Economic Association (della quale suo figlio John Maurice Clark diventerà presidente nel 1935), che aveva contribuito a fondare nel 1885 nel 1885. Docente alla Columbia University di New York dal 1895 al 1923 e direttore della rivista Political Science Quarterly, è stato celebre esponente dell'economia neoclassica. Fu sempre impegnato sul terreno sociale, partecipò attivamente al movimento per la pace. Dal 1911 al 1923 è stato direttore della Divisione di Economia e Storia del Carnegie Endowment for International Peace. Con i suoi scritti influenzò la formazione della legislazione antimonopolistica americana del 1914. Muore a New York nel 1938, all'età di 91 anni.

### La distribuzione della ricchezza
La sua opera La distribuzione della ricchezza pubblicata nel 1899, espone la teoria marginalista della distribuzione del reddito, secondo la quale l'economia di mercato è caratterizzata da due condizioni relative all'impiego dei fattori: l'efficienza, nel senso che ogni fattore viene attirato laddove ha la maggiore produttività; l'equità, nel senso che ogni fattore viene remunerato in base al contributo che esso ha dato alla produzione della ricchezza. Con quest'opera, la più nota e la più letta di Clark, egli viene considerato il più strenuo difensore del liberismo. Ma questa interpretazione non collima affatto con il contenuto della sua prima opera, The Philosophy of Wealth che era stata pubblicata nel 1886 e che conteneva una critica radicale dell'economia capitalistica.
L'unico modo che molti interpreti trovano per spiegare la diversità delle due opere è la tesi di una conversione radicale, da una posizione critica contro il capitalismo, imbevuta di ideologia e di moralismo, ad una sua esaltazione, altrettanto ideologica e fideistica. Una conversione di cui peraltro non vi è traccia negli scritti di Clark, che anzi rivendica una piena continuità fra le sue opere. Ma quello che davvero mette in crisi l'idea della conversione è la sua terza opera, la meno letta e la più ignorata, pubblicata nel 1907, Essentials of Economic Theories, nella quale egli sembra riprendere il taglio critico del 1866, fino a chiedere l'intervento dello Stato contro le degenerazioni del mercato. Se non si vuole avanzare l'idea improbabile di una nuova conversione, è necessario costruire un'interpretazione unitaria dell'opera clarkiana, partendo da una lettura attenta e completa delle sue opere, che sono diverse per le prospettive e per i linguaggi adottati, ma rispondono ad un'unica e coerente concezione del funzionamento dell'economia capitalistica.

### The Philosophy of Wealth
The Philosophy of Wealth delinea il processo di trasformazione che ha investito l'economia di mercato e critica le degenerazioni che ne hanno fatto un'economia monopolistica. L'analisi è condotta da una prospettiva empirica, che rileva il passaggio dalla concorrenza ad altre forme di mercato, con un giudizio severo, sul piano etico ed economico. Del tutto diversa è la prospettiva adottata in The Distribution of Wealth, che è invece squisitamente analitica. Espone il funzionamento di un mercato perfettamente concorrenziale, con un approccio statico e astratto. In quel modello i prezzi dei beni si livellano ai costi di produzione e i prezzi dei fattori riflettono la loro produttività.

### Essentials of Economic Theories
La terza opera infine, Essentials of Economic Theories, adotta una prospettiva dinamica, allorché il miglioramento dell'organizzazione produttiva, la concentrazione delle attività, l'aumento della dimensione e la riduzione del numero delle imprese, per un verso danno luogo all'aumento della produttività e della ricchezza, per un altro portano alla trasformazione della concorrenza in monopolio. In tal modo viene sconvolto il funzionamento delle leggi economiche, i prezzi dei prodotti non riflettono più i costi di produzione e i redditi dei fattori non sono più legati alla loro produttività. Il mercato insomma, per sua spontanea evoluzione, si allontana stabilmente dalle condizioni di efficienza e di equità della concorrenza perfetta descritte nella Distribution of Wealth, l'efficienza si trasforma in spreco di risorse e l'equità in situazioni di privilegio per alcuni e di subordinazione per altri, con danni non solo per i soggetti direttamente colpiti ma per l'intera società.

### Pensiero
Si impone perciò, secondo Clark, un intervento dello Stato che, attraverso un severo controllo del mercato e della sua dinamica, imponga un sistema dei prezzi dei beni e dei fattori corrispondenti alle condizioni di equità e di efficienza presenti nel mercato astratto della concorrenza perfetta., che il mercato effettivo non riesce a garantire. La dimensione storico-empirica e la dimensione statico-astratta quindi si integrano e si completano a vicenda, con lo sviluppo di una critica non al mercato di concorrenza ma al capitalismo che produce e il passaggio dalla concorrenza al monopolio, che tuttavia è l'unico capitalismo che esiste. L teoria clarkiana acquista così un'intima coerenza: il suo liberismo non è mai messo in discussione, ma assume particolare forza e originalità, facendo di Calrk un liberista critico del capitalismo.

## Opere
- The Philosophy of Wealth: Economic Principles Newly Formulated (1886).
- Capital and Its Earnings (1888).
- The Distribution of Wealth:  A Theory of Wages, Interest and Profits (1899). Edizione italiana: La distribuzione della ricchezza, Torino: Unione tipografico-editrice torinese, 1916
- Essentials of Economic Theory (1907).
- Social Justice without Socialism (1914).